# Pictoword
O Pictoword é um puzzle de palavras da Kooapps. Foi lançado para iOS em 1 de março de 2013 e para Android em 31 de maio de 2013.

## Forma de jogar
No Pictoword o jogador irá “ler” duas imagens para formar uma palavra. Os puzzles podem ser uma combinação das imagens (uma imagem de uma orelha (ear) e uma argola (ring) formarão um brinco (earring)), um homónimo (uma imagem de um cavaleiro (knight) e uma égua (mare) formarão um pesadelo (nightmare)) ou como as imagens soam (uma foto de um táxi (taxi) e uma massa (dough) irá formar Tuxedo).

## Pacotes temáticos
O Pictoword possui 14 pacotes temáticos, que podem ser desbloqueados com moedas ganhas no jogo.
| Categoria              | Dificuldade | Data de lançamento     |
| ---------------------- | ----------- | ---------------------- |
| Clássico (standard)    | Fácil       | 1 de março de 2013     |
| Filmes                 | Fácil       | 20 de junho de 2013    |
| Programas de televisão | Fácil       | 20 de junho de 2013    |
| Marcas                 | Extremo     | 18 de julho de 2013    |
| Jogos                  | Fácil       | 18 de julho de 2013    |
| Personagens            | Difícil     | 13 de agosto de 2013   |
| Celebridades           | Difícil     | 11 de novembro de 2013 |
| Países e Cidades       | Difícil     | 11 de novembro de 2013 |
| Figuras históricas     | Fácil       | 11 de novembro de 2013 |
| Marcos                 | Difícil     | 11 de novembro de 2013 |
| Comida                 | Difícil     | 12 de abril de 2015    |
| Animais                | Difícil     | 24 de novembro de 2015 |
| Férias                 | Fácil       | 10 de dezembro de 2015 |
| Política dos EUA       | Médio       | 7 de abril de 2016     |

## Receção
O Pictoword recebeu uma pontuação de 84% pelo Appstime, que diz que "com várias categorias e níveis de dificuldade, o Pictoword torna este jogo de puzzle perfeito para todas as faixas etárias utilizando apenas duas imagens." O Apps Thunder gostou do conceito e da interface amigável e deu uma classificação de 4,1/5. O Gnome Escape gostou dos vários pacotes temáticos e disse que "o Pictoword é um daqueles jogos viciantes que o fazem pensar fora da caixa e ver as imagens de outra perspetiva." O Get Android Stuff foi menos entusiástico na sua análise e diz que o jogo é muito lento e aborrecido, mas gostou do facto de ser fácil de jogar e de ser adequado para todas as idades.

## Prémios
O Pictoword ganhou o Shining Star Award na categoria "App de Referência Educacional ou de Conhecimentos" e o Superstar Award na categoria "App de Aprendizagem para Crianças" do Mobile Star Awards de 2016. Também ganhou o prémio Academic´s Choice Smart Media Award. O jogo foi nomeado para "Melhor Jogo Educacional" no The Independent Game Developers 'Association Awards de 2018. O jogo também foi indicado como uma das apps terapêuticas para iPhone e iPad pela Universidade Flinders, na Austrália.